# Batalla de Kibata
La batalla de Kibata es va lliurar al nord-oest de Kilwa durant la Campanya d'Àfrica Oriental de la Primera Guerra Mundial.
El comandant britànic del teatre d'Àfrica del Sud, el general Jan Smuts, va planejar apoderar-se de Kibata i evitar que les forces alemanyes es retiressin cap al sud.

## Batalla
El 14 d'octubre de 1916, els britànics van arribar a Kibata i van assolir el fort buit. Els alemanys es retiren als turons propers.
El 6 de desembre, les tropes principals alemanyes dirigides per Paul von Lettow-Vorbeck van avançar cap a Kibata. Les forces britàniques es van dirigir cap als llocs d'avançada, dos reductes del turó Picquet al nord de Kibata. Els canons alemanys (un d'ells recuperat del creuer lleuger SMS Königsberg enfonsat en la batalla del delta del Rufiji) van disparar contra els dos reductes; després les tropes alemanyes van atacar però van ser rebutjats.
Una companyia va cavar en el vessant occidental del turó Picquet; aquesta posició alemanya es va anomenar Lodgement (de l'anglès, allotjament). En aquells dies, les forces britàniques, els balutxis de l'Índia i el KAR de Nyasalàndia (actualment Malawi) també van excavar en una sèrie de pujols baixos prop de Kibata, però les tropes alemanyes amb artilleria pesant van ocupar els turons més alts que els envoltaven. Els nous reclutes es van acostumar als bombardejos i ràpidament es van adaptar a la guerra de trinxeres. Quan la batalla estava en el seu apogeu, era més semblant al camp de batalla a europeu que a la selva africana.
Durant la nit del 15 de desembre, les forces britàniques van atacar la posició alemanya Lodgement prop dels reductes. Per primera vegada a l'Àfrica oriental van fer servir granades Mills. Els alemanys es van replegar i el Lodgement va ser ocupat pel KAR, amb el suport d'una secció de metralladores de la Loyal North Lancashire.
L'1 de gener de 1917, van arribar a Kibata dos canons obusos de 5 polzades, que va marcar la fi de les esperances alemanyes de destruir la guarnició britànica.
Uns dies més tard, els alemanys van enviar entre 6 i 9 companyies de la zona Kibata cap al nord per atacar a les tropes del general Jan Smuts, que estaven lluitant pels encreuaments sobre el riu Rufiji.
El 6 de gener, el Brigadier General O'Grady va ordenar un avanç general i els àscaris del KAR van prendre ràpidament els cims dels turons que prèviament havien estat ocupats pels alemanys.